# 焦姣
焦姣（1943年5月1日—），本名焦莉娜，出生重慶。1949年隨家人到台灣，1961年，考入中影演員訓練班，畢業後在多部影片中任特約演員。1962年，在台視演出首部電視劇《浮生若夢》。現居於香港。

## 演藝經歷
焦姣本名焦莉娜，出生於重慶，1949年隨家人來到台灣。
小時候，焦姣最大的希望就是長大後有能力幫母親。母親知道女兒愛讀書，省吃儉用積存一些錢讓焦姣讀初中，在勵行中學的3年，焦姣成績很好，為了不讓媽媽增加負擔，同時也為了自己的愛好，她考上藝專影劇科就讀。不幸媽媽操勞過度生病了，焦姣只好收起書本，回家照顧媽媽。
離開校門，一位老師瞭解她的遭遇，邀她參加業餘性的話劇演出，當時台灣的話劇相當興盛，焦姣粉墨登場的第一齣戲是古裝戲，叫《狄四娘》，小妮子演得有模有樣，接著《點鴛鴦》、《武則天》、《陳圓圓》一齣齣的演下去，焦姣成了話劇知名演員了。
1961年中影舉辦演員先修班，有人向中影推薦焦姣，結果在一千多位投考者中，焦姣是14位人選之一，接受為期5個月的演員訓練。結訓後，以特約演員身份參加《宜室宜家》、《颱風》、《秦始皇》演出。1962年台視成立，焦姣加盟台視，演了許多電視劇，並參與台語片《風颱雨》、《厝邊隔壁》、《海誓山盟》演出。香港邵氏公司來台拍攝《黑森林》、《山歌姻緣》時，也向中影商借焦姣演出。
1963年，20歲的焦姣嫁給同是演員且大她二十多歲的黃宗迅（1920年－1976年），隔年黃宗迅赴港加盟邵氏，她仍留在台灣，拍攝了《黑夜到黎明》、《烽火鐘聲》、《山盟海誓》等影片。1966年，黃宗迅在港車禍受傷，焦姣赴港照顧先生，想不到卻為她的演藝生涯開創新的天地。導演張徹看中她，邀她與王羽演出《獨臂刀》，更讓人想不到的是《獨臂刀》大賣，僅香港一地票房即突破一百萬元港幣，成了當時香港第一部衝上百萬元的國片。接著焦姣又參加《大刺客》、《女俠黑蝴蝶》、《獨臂刀王》等影片，賣房也很可觀，除拍片外，焦姣並參與幕後配音工作。當時國內媒體都以「赴港發展最成功的演員之一」形容她。
1972年焦姣脫離邵氏成了自由演員，參加獨立製片演出，此時的作品有《不再有春天》、《香港夜譚》、《山東老大》等。1976年，黃宗迅再度發生車禍，這次他未能逃過劫數，焦姣帶著孩子獨自在港生活。為了撫養小孩，焦姣毅然決然地放棄演員生涯，轉當配音員，並且將自己封閉起來，直到15年與曾江在一起，才找到自己的第二春。
曾江與焦姣認識多年，彼此之間因为朋友做太久最初完全沒有感覺，二人結為夫妻，中間還有一段有趣的插曲：有一次焦姣坐曾江的摩托車去配音，因為過世的先生是騎摩托車出事過世的，坐上去的那一剎那，往事全部湧上心頭，焦姣忍不住就開始嚎啕大哭，把曾江嚇壞了，等知道原因後，相當感動，然后二人的感觉有戏剧性的转变。
曾江是接受西方教育的，在美國念建築，之後才轉入電影界發展，多年來一直看英文報紙、喝咖啡，焦姣思想比較傳統，聽崑曲、國語老歌、喝豆漿，2人常有摩擦。有一次，焦姣接受電視訪問透露，他們夫妻相處之道就是互相包容，一旦發生爭吵，她就說廣東話，曾江說國語，架就吵不起來啦！

## 獎項
| 年份   | 頒獎                   | 作品          | 獎項       | 結果 |
| ------ | ---------------------- | ------------- | ---------- | ---- |
| 1985年 | 第4屆香港電影金像獎    | 《傾城之戀》  | 最佳女配角 | 提名 |
| 1986年 | 第23屆台灣電影金馬獎   | 《何必有我》  | 最佳女配角 | 提名 |
| 2012年 | 第11屆長春電影節金鹿獎 | 《竊聽風雲2》 | 最佳女配角 | 獲獎 |

## 早年經歷
- 1943年重慶出生。
- 1949年隨家人到台灣。
- 1961年，考入中影演員訓練班，畢業後在多部影片中任特約演員。
- 1962年，在台視演出首部電視劇《浮生若夢》。
- 1963年與演員黃宗迅結婚。
- 1966年正式加盟邵氏公司任基本演員，憑《獨臂刀》而大受歡迎，其後她亦在多部邵氏的武俠片中擔任女主角。
- 1972年，離開邵氏公司。
- 1976年，其夫逝世，她專注配音工作。八十年代至今仍在大銀幕上演出。
- 1994年與現任老公曾江在新加坡結婚，現居於香港。
- 現任老公曾江是五六十年代港英時期的電影紅星，他被香港影壇譽為“ 老戲骨 ”、“ 全能演員 ”。
- 因參演《竊聽風雲2》，2012年獲得第11屆長春電影節最佳女配角大獎。

## 電影作品
| 年份 | 片名               | 角色           |
| ---- | ------------------ | -------------- |
| 1963 | 黑森林             | 金鳳珠         |
| 1963 | 山歌姻緣           | 金花           |
| 1967 | 斷腸劍             |                |
| 1967 | 獨臂刀             | 小蠻           |
| 1967 | 儒俠               | 葛黛雲         |
| 1967 | 大刺客             | 夏嬰           |
| 1968 | 千面大盜           | 金彩霞         |
| 1968 | 女俠黑蝴蝶         | 關寶珠(黑蝴蝶) |
| 1968 | 雲泥               | 歌星(客串)     |
| 1969 | 獨臂刀王           | 小蠻           |
| 1969 | 殺機               | 蘇素           |
| 1969 | 人頭馬             | 葉瓊瑛         |
| 1970 | 女俠賣人頭         | 花碧蓮         |
| 1970 | 十二金牌           | 金環           |
| 1971 | 冰天俠女           | 童明珠         |
| 1971 | 鬼太監             | 燕燕           |
| 1971 | 追命槍             | 黃玉燕         |
| 1971 | 威震四方           |                |
| 1972 | 銅頭鐵臂           |                |
| 1972 | 燕子李三           |                |
| 1972 | 硬漢鐵拳           |                |
| 1972 | 鐵拳               | 關蘭英         |
| 1973 | 山東老大           | 歸喜蓮         |
| 1973 | 頭號鐵人           |                |
| 1974 | 不再有春天         | 莉莉           |
| 1974 | 廣島廿八           | 玉芬           |
| 1975 | 晨星               |                |
| 1976 | 池女               |                |
| 1976 | 大毒後             |                |
| 1976 | 她                 |                |
| 1977 | 大師姐與CID        |                |
| 1979 | 行規               |                |
| 1979 | 鬼叫春             |                |
| 1982 | 青提子             |                |
| 1982 | 殺出西營盤         |                |
| 1984 | 傾城之戀           | 三奶奶         |
| 1985 | 何必有我           | 貓媽           |
| 1986 | 痴心的我           |                |
| 1986 | 飛躍羚羊           |                |
| 1987 | 鬼馬校園           | 譚麗珠         |
| 1987 | 心跳一百           |                |
| 1987 | 不是冤家不聚頭     |                |
| 1988 | 警察故事續集       |                |
| 1988 | 龍之家族           |                |
| 1988 | 火舞風雲           |                |
| 1988 | 肥貓流浪記         |                |
| 1989 | 忠義群英           |                |
| 1989 | 瀟洒先生           |                |
| 1989 | 潘金蓮之前世今生   |                |
| 1989 | 皇家師姐IV直擊證人 |                |
| 1989 | 壯志雄心           |                |
| 1989 | 開心巨無霸         | 珊母           |
| 1990 | 無名家族           |                |
| 1991 | 鬼幹部             |                |
| 1992 | 伴我縱橫           | 李陳嘉琳       |
| 1993 | 李麗珍蜜桃成熟時   |                |
| 1998 | 美少年之戀         |                |
| 2004 | 桃色               |                |
| 2008 | 親愛的             |                |
| 2009 | 淚王子             |                |
| 2011 | 竊聽風雲2          | 司馬念祖母親   |

## 電視劇
| 年份 | 劇名       | 角色     |
| ---- | ---------- | -------- |
| 1976 | 隋唐風雲   | 紅拂女   |
| 1999 | 鏡花緣傳奇 | 王母娘娘 |
| 1999 | 絕代雙驕   | 海四娘   |
| 2002 | 流星花園2  | 婆婆     |

## 外部連結
- 焦姣在互联网电影资料库（IMDb）上的資料（英文）
- 焦姣在香港影庫上的簡介
- 焦姣在豆瓣上的资料（简体中文）
- 焦姣在时光网上的簡介（简体中文）
- 中文電影資料庫─ 焦姣 （页面存档备份，存于）

1. ↑  . 香港蘋果日報. 2009-06-08  [2019-11-04]. （原始内容存档于2019-11-04）.
2. ↑  .   [2022-04-28]. （原始内容存档于2021-05-22）.
3. ↑  童年化作《淚王子》──焦姣，文‧張夢瑞。